# 우라가촌
우라가촌(浦賀村)은 지바현 가이조군에 존재했던 촌이다. 

## 지리
- 현재의 아사히시 남부에 해당한다.
- 마을에는 구주쿠리 해변이 있고 태평양에 접해 있다.
- 마을의 대부분은 평지이다.

## 역사
- 1889년 4월 1일 - 정촌제 시행에 수반해 야사시촌이 성립하였다.
- 1914년 12월 12일 - 아시카와촌과 합병、개칭하여 우라가촌이 신설되었다.

## 인구
| 1891년 | 3,233 |
| 1903년 | 3,988 |
| 1907년 | 3,745 |
| 1912년 | 3,198 |

## 참고문헌
- 角川日本地名大辞典編纂委員会『角川日本地名大辞典 12 千葉県』、角川書店、1984年 ISBN 4040011201